# Дмитрієнко Марія Федорівна
Марі́я Фе́дорівна Дмитріє́нко (псевд.: Данка Мар'яненко; 19 березня 1935, Таганрог — 22 травня 2022, м. Ямпіль, Вінницька обл., Україна) — український фахівець із спеціальних історичних дисциплін, джерелознавець, дослідниця проблем середньовіччя та історії етнонаціональних спільнот. Доктор історичних наук (1985). Заслужений діяч науки та техніки України (1995). Академік Міжнародної слов'янської академії наук (1998). Професор (2001). Член Національної спілки журналістів України (1962).

## Життєпис
Закінчила історично-філософський факультет Київського державного університету імені Тараса Шевченка у 1958 році. 1963—1965 — аспірантка Інституту історії АН УРСР. Захистила кандидатську дисертацію «Більшовицька преса України 1917—1918 рр. як історичне джерело» (1965, науковий керівник — член-кореспондент АН УРСР Іван Гуржій). Докторська дисертація «Листівки більшовицьких організацій України як історичне джерело. 1917—1920 рр.» (1985).
- 1958—1963 рік — редактор Держполітвидаву УРСР та журналу «Наука і життя».
- 1965—1972 — молодший науковий співробітник, старший науковий співробітник Інституту історії АН УРСР.
- 1973—1978 — молодший науковий співробітник, ЦНБ АН УРСР,
- 1978—1986 — старший науковий співробітник відділу наук. інформації із суспільних наук АН УРСР.
- 1986—1994 — старший науковий співробітник, провідний науковий співробітник, завідувач сектору історичної географії і картографії.
- 1994—2006 — завідувач відділу спеціальних історичних дисциплін.
- 2006 — старший науковий співробітник відділу української історіографії та спеціальних історичних дисциплін Інституту історії України НАН України.
- 1992—1998 — член Головної ради Всеукраїнського товариства «Просвіта»;
- 1992— член-засновник, член Головної ради Всеукраїнського жіночого товариства імені Олени Теліги;
- 1992—1999 — член комісії Верховної Ради України з питань заснувань державних нагород.

Автор понад 500 наукових статей, рецензій, розвідок, з них 30 — наукових монографій (видані 9 мовами); відповідальний редактор заснованих нею у відділі спеціальних дисциплін збірок наукових праць «Спеціальні історичні дисципліни: питання теорії та методики», «Історико-географічні дослідження в Україні» (1994, 1995), член редколегії «Українського історичного журналу» та багатотомної «Енциклопедії історії України», член Комісії державних нагород та геральдики при Президенті України (1994—2005); член Комісії НБУ з питань дизайну національної валюти (2004—2005) та комісії НБУ з питань карбування ювілейних та пам'ятних монет (з 1997).

## Нагороди та відзнаки
- Нагороджена орденом княгині Ольги І, ІІ і III ст.  (1998, 2004, 2007).
- Лауреат Державної премії України в галузі науки і техніки за цикл праць «Українська фалеристика і боністика» (1999).

## Основні праці
- Українська фалеристика. З історії нагородної спадщини. — К., 2004 (у співавт.).(укр.)
- Греки на українських теренах : нариси з етнічної історії : документи, матеріал. карти. — К., 2000 (кер. авт. колективу, у співавт.).(укр.)
- Все про Україну: У 2 ч. — К., 1998 (у співавт.).(укр.)
- Гроші в Україні. Факти і документи. — К., 1998 (керівник авт. колективу, у співавт.).(укр.)
- Короткий нарис міської геральдики Поділля. — К., 1996 (у співавт.).(укр.)
- Специальные исторические дисциплины : учеб. пособие. — К., 1992 (у співавт.). (рос.)
- Свет революционного века: [Юрий Коцюбинский]. — М., 1985. (рос.)
- Листівки більшовицьких організацій України 1917—1920 рр. як історичне джерело. — К., 1983.(укр.)
- Більшовицька преса України як історичне джерело. — К., 1967. 2-е вид. — Л., М., 1979.(укр.)
- Тбілісі, 1973 (груз.)
- Советская Украина. — М., 1972 (англ.) (ісп.) (нім.) (фр.)
- Командарм. — Будапешт, 1972 (угор.)
- Украинцы в семье братских народов. — Тбилиси, 1971 (груз.)
- Васильев О. А., Дмитриенко М. Ф. Лайош Гавро. — М., 1977. (рос.)
- Веласкес. — М., 1965. — (Жизнь замечательных людей) (рос.)